# Graphia
Graphia es un género de dípteros braquíceros de la familia Tachinidae.
Clasificada por Wulp en 1885, está la especie Graphia strigosa (Molucas).